# Contarinia lentis
Contarinia lentis är en tvåvingeart som beskrevs av Aczel 1944. Contarinia lentis ingår i släktet Contarinia och familjen gallmyggor. Inga underarter finns listade i Catalogue of Life.